# Omnia vincit amor

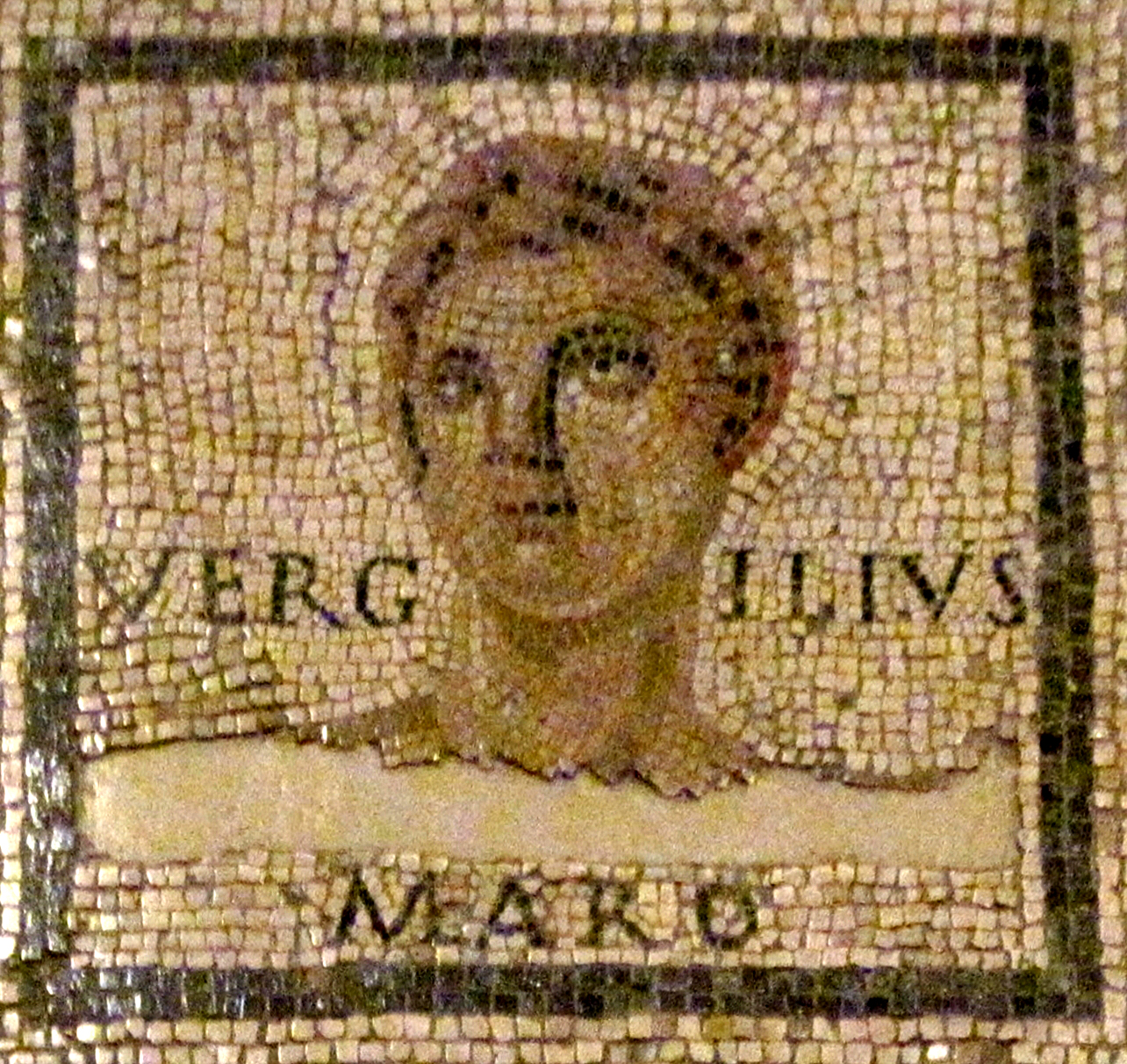
Rappresentazione di Virgilio (Monnus-Mosaic, Rheinisches Landesmuseum Treviri)

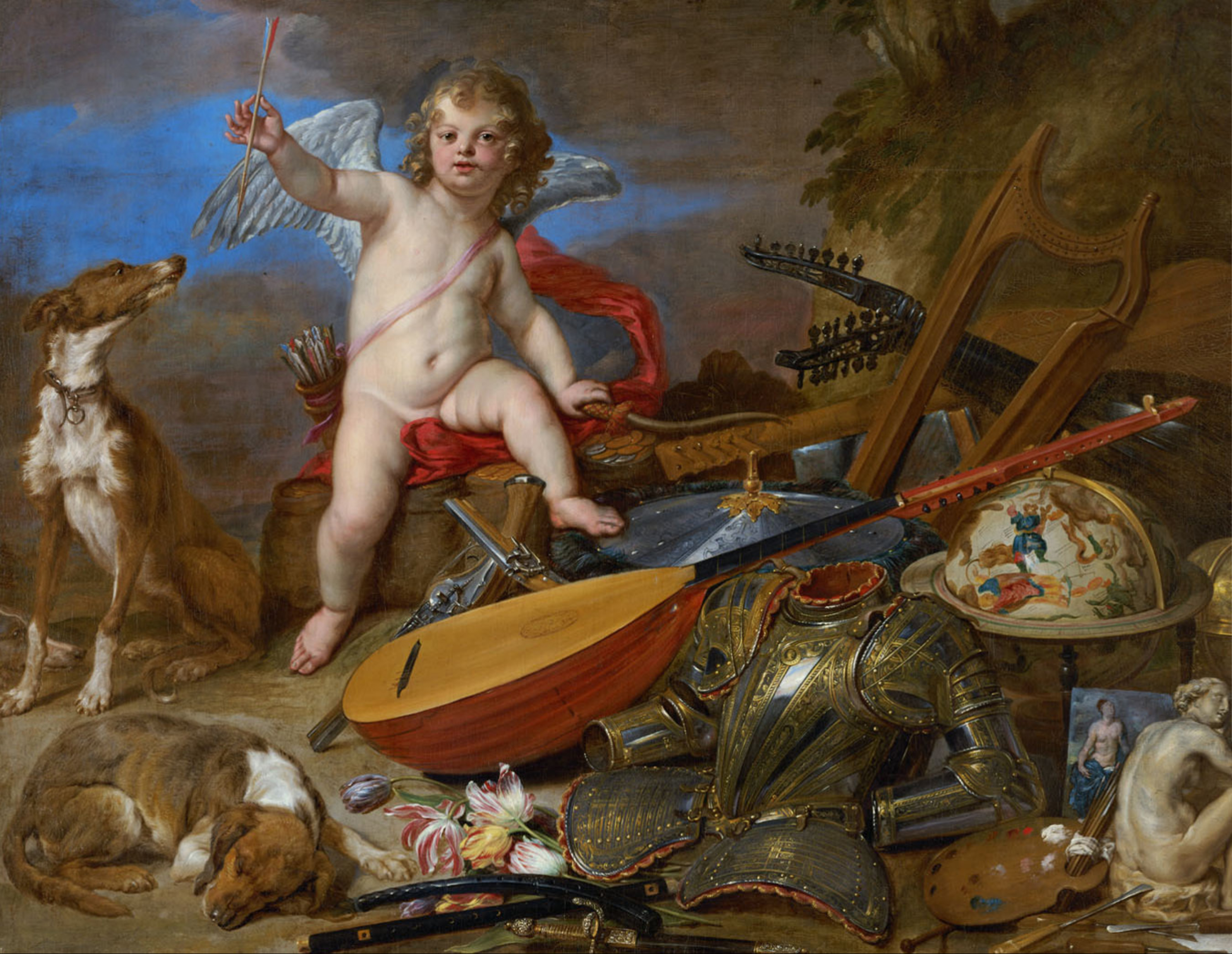
Paul de Vos e Jan van den Hoecke, Amor vincit omnia (1640 circa) - Kunsthistorisches Museum (Vienna)

Omnia vincit amor (pronuncia: òmnia vìncit àmor) è un'espressione latina che significa «l'amore vince ogni cosa», «l'amore trionfa su tutto». È il primo emistichio del verso 69 dell'Egloga X di Virgilio: Omnia vincit amor: et nos cedamus amori (letteralmente: «L'amore vince tutto, arrendiamoci anche noi all'amore»).
L'espressione è a volte citata anche come Amor vincit omnia, ricalcando la sintassi italiana.

## Contesto
Virgilio, nella decima Egloga, racconta che in seguito a una delusione amorosa Gaio Cornelio Gallo decide di abbandonare la poesia elegiaca per quella pastorale, ma infine è costretto a riconoscere la supremazia dell'amore, che non conosce ostacoli e al cui potere ci si deve sottomettere, pronunciando la frase: "Omnia vincit amor, et nos cedamus amori" ("L'amore vince ogni cosa, anche noi cediamo all'amore").
Un'espressione analoga, ma di significato quasi opposto, fu poi usata dallo stesso Virgilio nelle Georgiche (Libro I, verso 145), opera che esalta il valore del lavoro agricolo: Labor omnia vicit, cioè «la fatica del lavoro ha avuto la meglio su tutto».

## Significato e tradizione
Già in epoca antica l'espressione era divenuta di uso proverbiale per esaltare o anche solo per rilevare l'ineluttabile potenza dell'amore, come sentimento o valore che non si arrende di fronte a nessun ostacolo.
La frase, per la sua evidente portata romantica e passionale, oltre ad essere ancora oggi diffusa nel linguaggio corrente, è citata in moltissime opere letterarie; ad esempio, nel Prologo generale de I racconti di Canterbury di Geoffrey Chaucer, in cui la madre priora porta un ciondolo d'oro su cui si trova incisa questa frase; oppure nei Racconti di Edgar Allan Poe.
Amor vincit omnia è anche il titolo di un dipinto di Caravaggio, che significherebbe la vittoria dell'amore sulle arti (l'interpretazione del quadro è peraltro discussa).